# Stadion im. Micheila Iadze
Stadion im. Micheila Iadze lub Stadion Centralny – stadion sportowy w Achalciche, w Gruzji. Obiekt może pomieścić 5000 widzów. Swoje spotkania rozgrywają na nim piłkarze klubu Mescheti Achalciche.